# Сильвестр, Жозеф Ноэль
Жозеф Ноэль Сильвестр (фр. Joseph-Noël Sylvestre; 24 сентября 1847, Безье — 29 октября 1926, Париж) — французский художник.

## Биография
Уроженец Безье, Сильвестр начал обучаться живописи в Тулузе, а затем переехал в Париж, где учился в Школе изящных искусств в классе Александра Кабанеля. В 1869 году он участвовал в конкурсе на Римскую премию с картиной «Фидиппид, гонец из Марафона» (современное местонахождение неизвестно).
Всю свою жизнь Сильвестр отдавал предпочтение историческим сценам на античные сюжеты, которые от работ его современников отличал резкий, порою даже шокирующий натурализм, и насыщенный динамизм, переходящий в экзальтированную экспрессию.
Однако, помимо работ в своём «фирменном» стиле, Сильвестр создавал картины на христианские сюжеты для французских церквей и камерные жанровые произведения.
Работы художника можно увидеть в ряде заметных провинциальных музеев Франции. В Художественном музее Безье (родной город Сильвестра) в 2005 году состоялась персональная выставка работ художника.

## Галерея

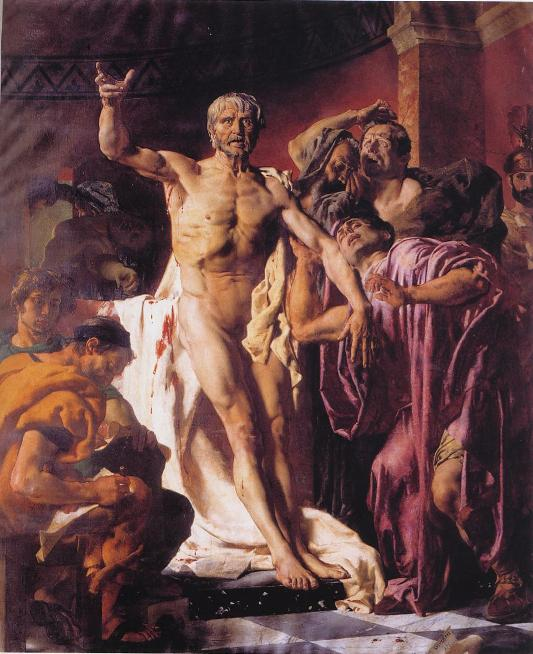
Смерть Сенеки
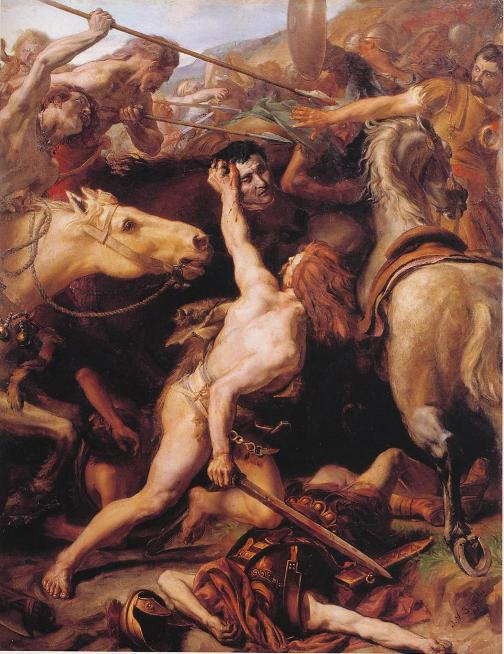
Битва при Тразименском озере: галльский воин Дукар поражает мечом римского главнокомандующего Фламиния
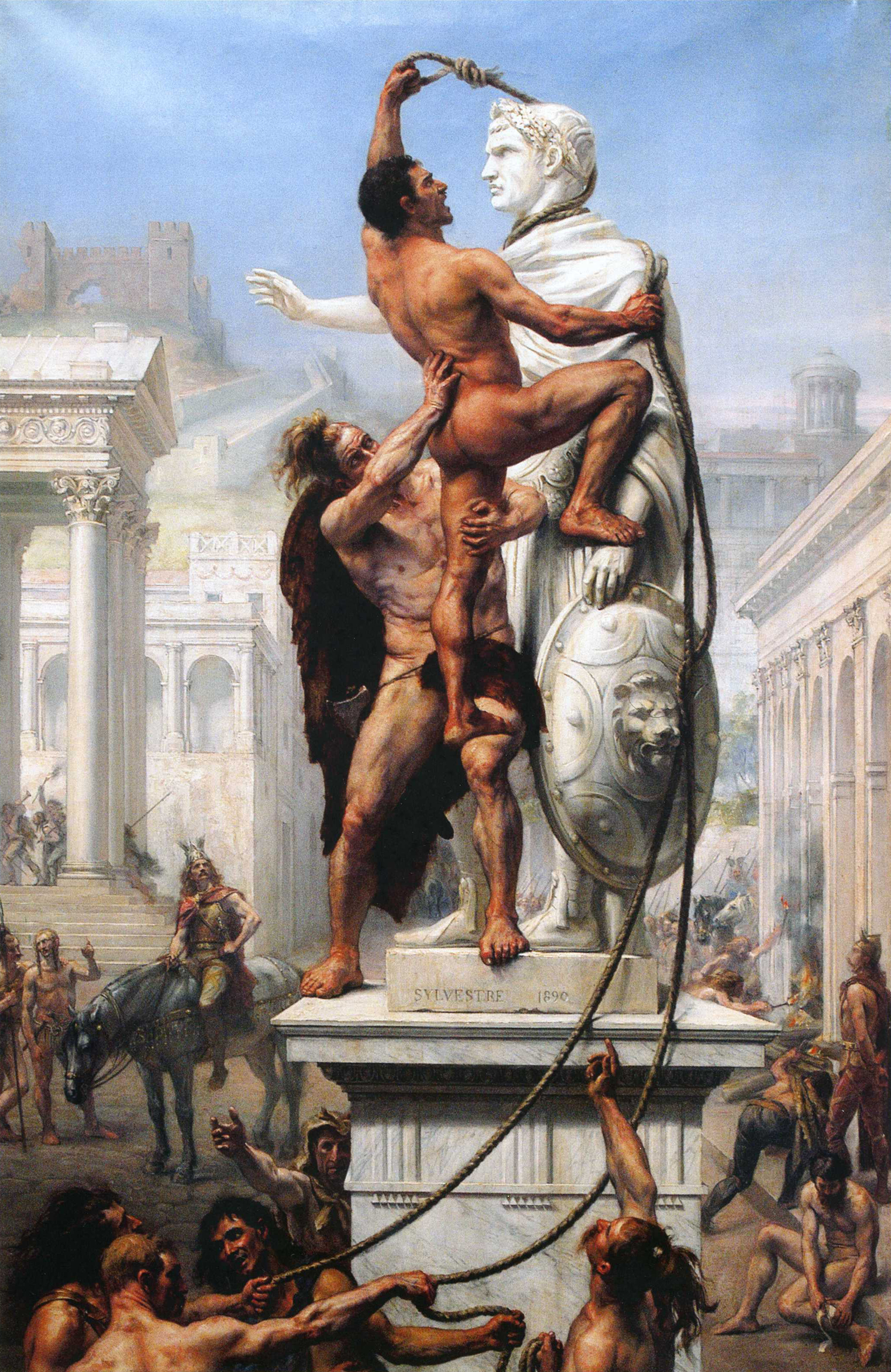
Разграбление Рима вестготами
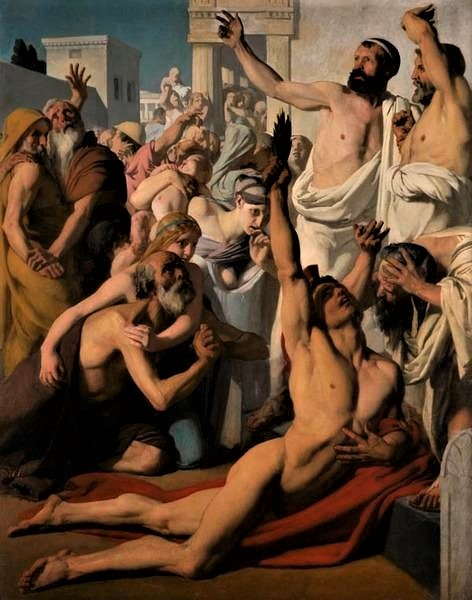
Фидиппид, гонец из Марафона
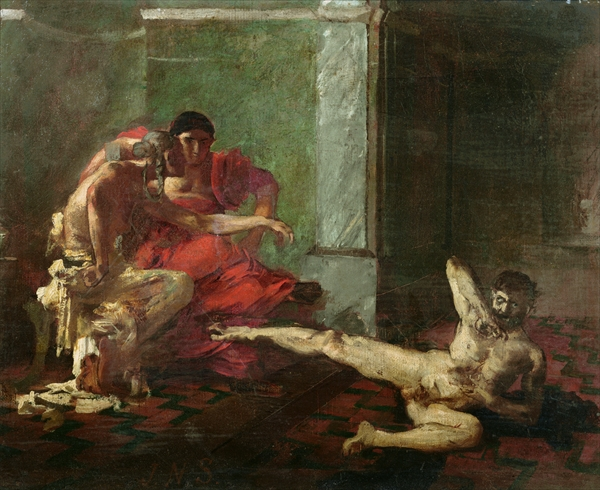
Локуста и Нерон испытывают на рабе действие яда, предназначенного для Британника
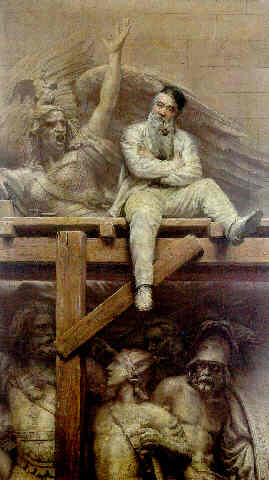
Скульптор Франсуа Рюд во время работы над барельефом для Триумфальной аркой